# Storbritanniens Grand Prix 1959
Storbritanniens Grand Prix 1959 var det femte av nio lopp ingående i formel 1-VM 1959.

## Resultat
1. Jack Brabham, Cooper-Climax, 8 poäng
2. Stirling Moss, BRP (BRM), 6
3. Bruce McLaren, Cooper-Climax, 4
4. Harry Schell, BRM, 3
5. Maurice Trintignant, R R C Walker (Cooper-Climax), 2
6. Roy Salvadori, Aston Martin
7. Masten Gregory, Cooper-Climax
8. Alan Stacey, Lotus-Climax
9. Graham Hill, Lotus-Climax
10. Chris Bristow, BRP (Cooper-Borgward)
11. Henry Taylor, Reg Parnell (Cooper-Climax)
12. Peter Ashdown, Alan Brown Equipe (Cooper-Climax)
13. Ivor Bueb, BRP (Cooper-Borgward)

### Förare som bröt loppet
- Carroll Shelby, Aston Martin (varv 69, tändning)
- Fritz d'Orey, Scuderia Centro Sud (Maserati) (57, olycka)
- Ron Flockhart, BRM (53, snurrade av)
- Jack Fairman, High Efficiency Motors (Cooper-Climax) (39, växellåda)
- Joakim Bonnier, BRM (37, bromsar)
- Ian Burgess, Scuderia Centro Sud (Cooper-Maserati) (31, transmission)
- Hans Herrmann, Scuderia Centro Sud (Cooper-Maserati) (21, växellåda)
- David Piper, Dorchester Service Station (Lotus-Climax) (19, överhettning)
- Brian Naylor, JBW-Maserati (18, transmission)
- Mike Taylor, Alan Brown Equipe (Cooper-Climax) (17, transmission)
- Tony Brooks, Vanwall (13, tändning)

### Förare som ej startade
- Innes Ireland, Lotus-Climax (Sjuk, bilen kördes av Alan Stacey)

### Förare som ej kvalificerade sig
- Keith Greene, Gilby Engineering (Cooper-Climax)
- Bill Moss, United Racing Stable (Cooper-Climax)
- Mike Parkes, David Fry (Fry-Climax)
- Dennis Taylor, Dennis Taylor (Lotus-Climax)
- Trevor Taylor, Ace Garage-Rotherham (Cooper-Climax)
- Tim Parnell, Reg Parnell (Cooper-Climax)